# Camille Métra
Camille Métra, ou Camille Métra-Hubbard, née le 28 novembre 1864 à Paris où elle est morte le 13 novembre 1936, est une peintre française.

## Biographie
Camille Merny naît en 1864 à Paris et sera légitimée l'année suivante lors du mariage de ses parents. Elle est la fille de Jules Emmanuel Célestin Métra, fabricant de produits chimiques, et de Bathilde Rosalie Merny, fleuriste.
Camille Métra expose dès 1885 au salon de la Société des amis des arts de Seine-et-Oise (Portrait de Mlle J.P.; Ma grand'mère et Portrait de Mlle C.M…, porcelaine).
En 1887, elle épouse le peintre Fernand Blayn (1853-1892), avec pour témoins Luc-Olivier Merson, Henry Lerolle, et Julien Simyan. Ils ont un fils en 1888.
Elle est élève de son mari, elle est remarquée pour ses pastels.
Veuve fin 1892, Fernand Blayn s'étant suicidé en raison de leur instance de divorce, elle épouse en secondes noces, en 1895, le député Gustave-Adolphe Hubbard ; Maurice Berteaux et Julien Simyan sont témoins du mariage. Ils divorcent fin 1904.
Elle est au salon de la Société nationale des beaux-arts de 1891 à 1896 puis en 1903.
Au Salon des femmes peintres et sculpteurs, elle expose dès 1891, en 1892, en 1893 (un nu), en 1894, en 1896 (La coupe du Roi de Thulé), en 1898, en 1899 (Portrait de Mme Debillemont-Chardon, pastel), et en 1911 (Portrait de Mlle F.).
Elle est à l'exposition du Cercle Volney en 1894.
Elle participe à l'exposition de la Société des femmes artistes en 1895, où elle est remarquée (« Mme Camille Métra, à la recherche de fines harmonies et poussant, aussi loin que possible, ses investigations dans le subtil inconnu des gris blondissants ou bleuissants (La Dame au bougeoir), obéit en outre à des inspirations du mysticisme doux (Jésus sur le lac de Tibériade, L'Âne) et cela est du plus indiscutable charme ») et en 1900 (À la promenade).
Elle est dès 1900 aux XII, groupe d'artistes femmes exposant conjointement leurs œuvres au théâtre de la Bodinière, et où la presse relève ses « charmantes fantaisies ».
Elle ne semble plus exposer après la Première Guerre mondiale.
Elle meurt en 1936 à l'âge de 71 ans à son domicile de la place des États-Unis, et est inhumée au cimetière du Père-Lachaise.

## Participations aux salons de la Société nationale des beaux-arts
- Étude fantaisiste, au Salon de 1891
- Paysan de la Creuse, au Salon de 1891, pastel
- Petite Fadette, au Salon de 1891, pastel
- Petite Normande, au Salon de 1891, pastel
- Un Sphinx, au Salon de 1891, pastel
- En pénitence, au Salon de 1892, pastel
- Étude de profil, au Salon de 1892, pastel
- Mauvais sujet, au Salon de 1892, pastel
- Portrait, au Salon de 1893, pastel
- Étude de Normande, au Salon de 1894
- La cigale, au Salon de 1894
- Portrait, au Salon de 1894, pastel
- Portrait de Mme L., au Salon de 1894
- Devant le feu, au Salon de 1895
- Portrait de Mme M…, au Salon de 1895, pastel
- Portrait de Mlle D., au Salon de 1896, pastel
- Portrait de Mme G. H., au Salon de 1897, pastel
- Pomponne, au Salon de 1898, pastel
- Portrait, au Salon de 1903, pastel

## Galerie d'œuvres

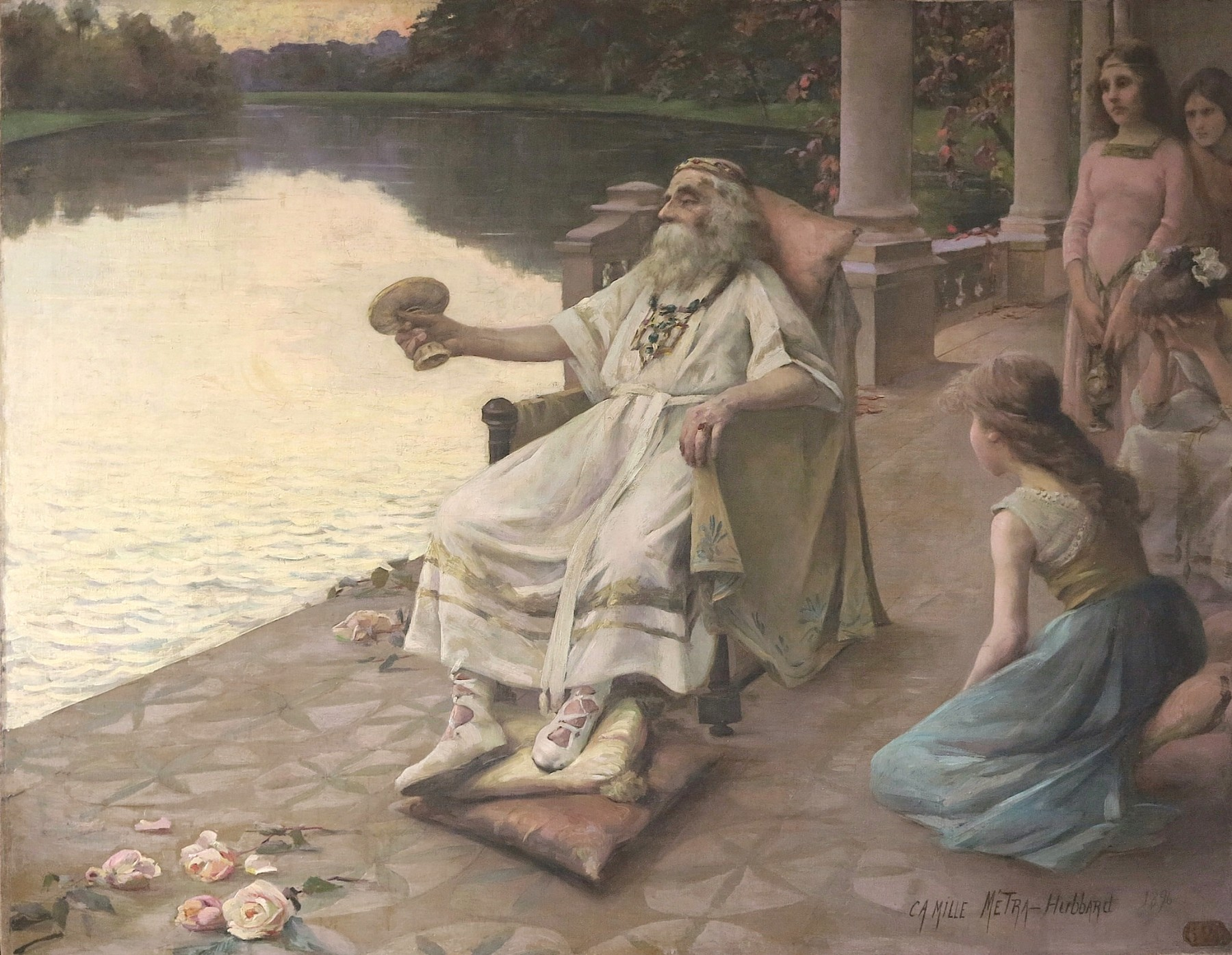
La coupe du Roi de Thulé, huile sur toile, 1896.
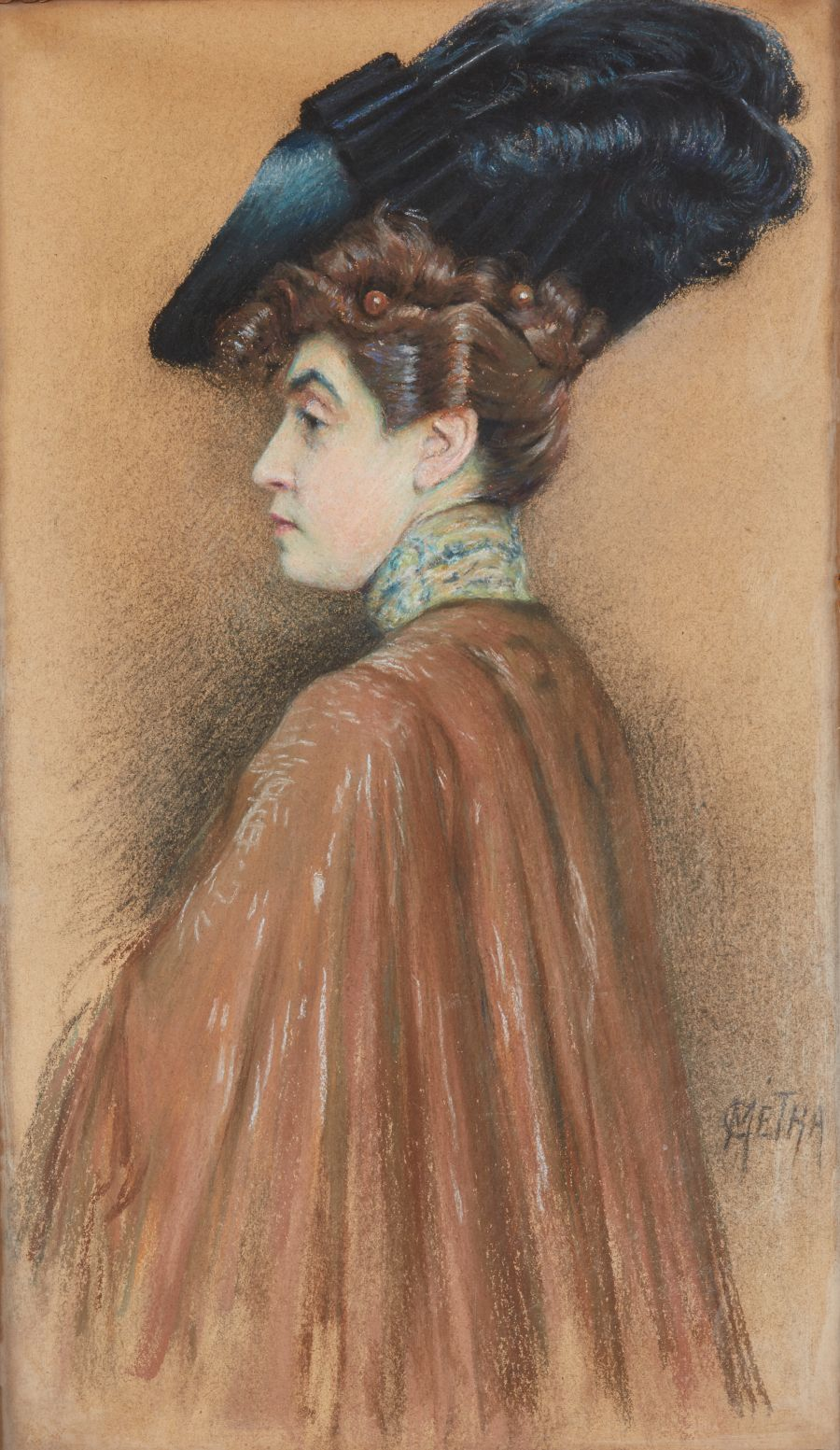
Portrait d'une élégante, pastel.
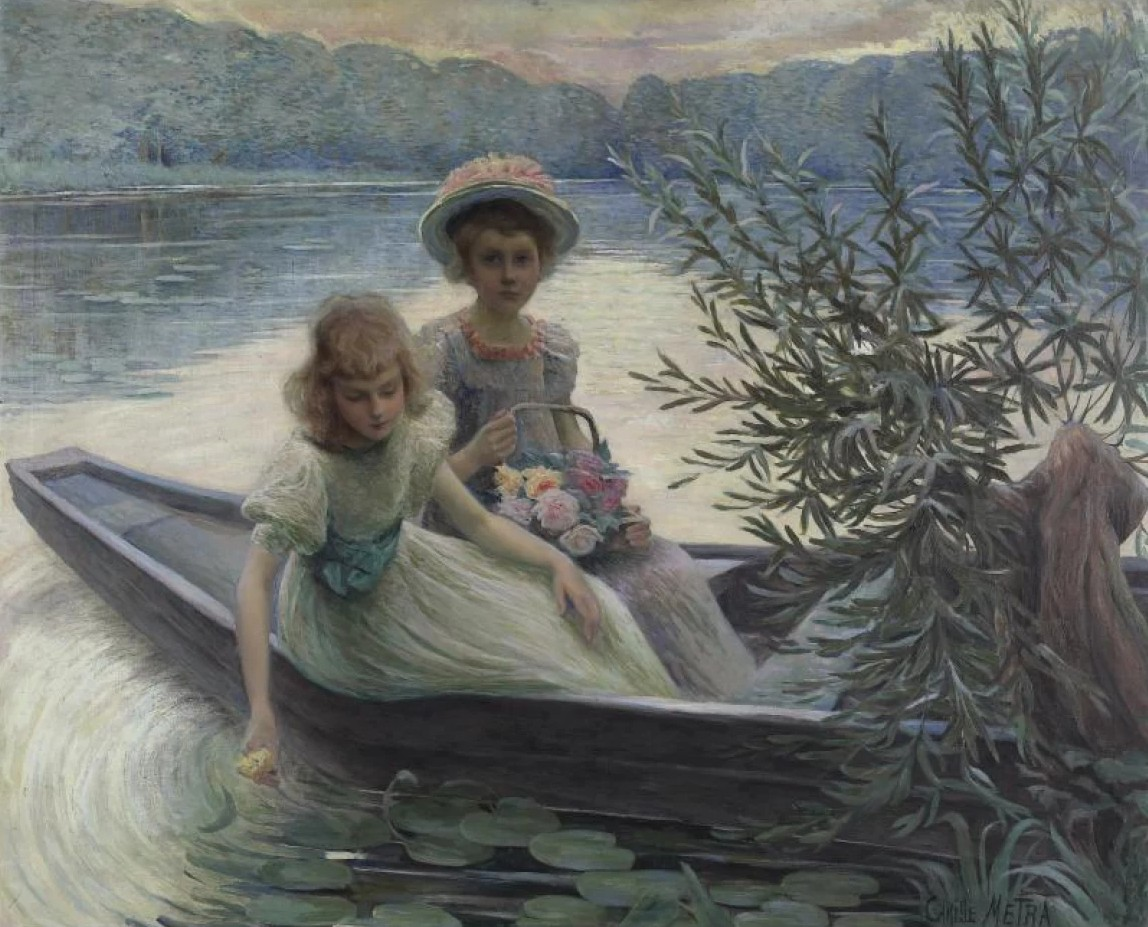
À la promenade, huile sur toile, vers 1900.
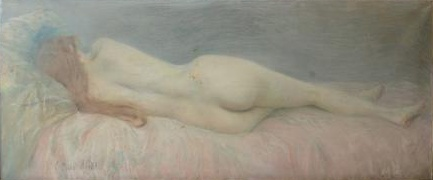
pastel.
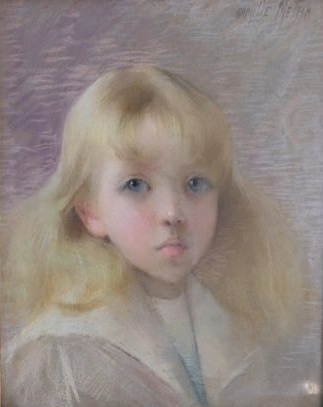
pastel.
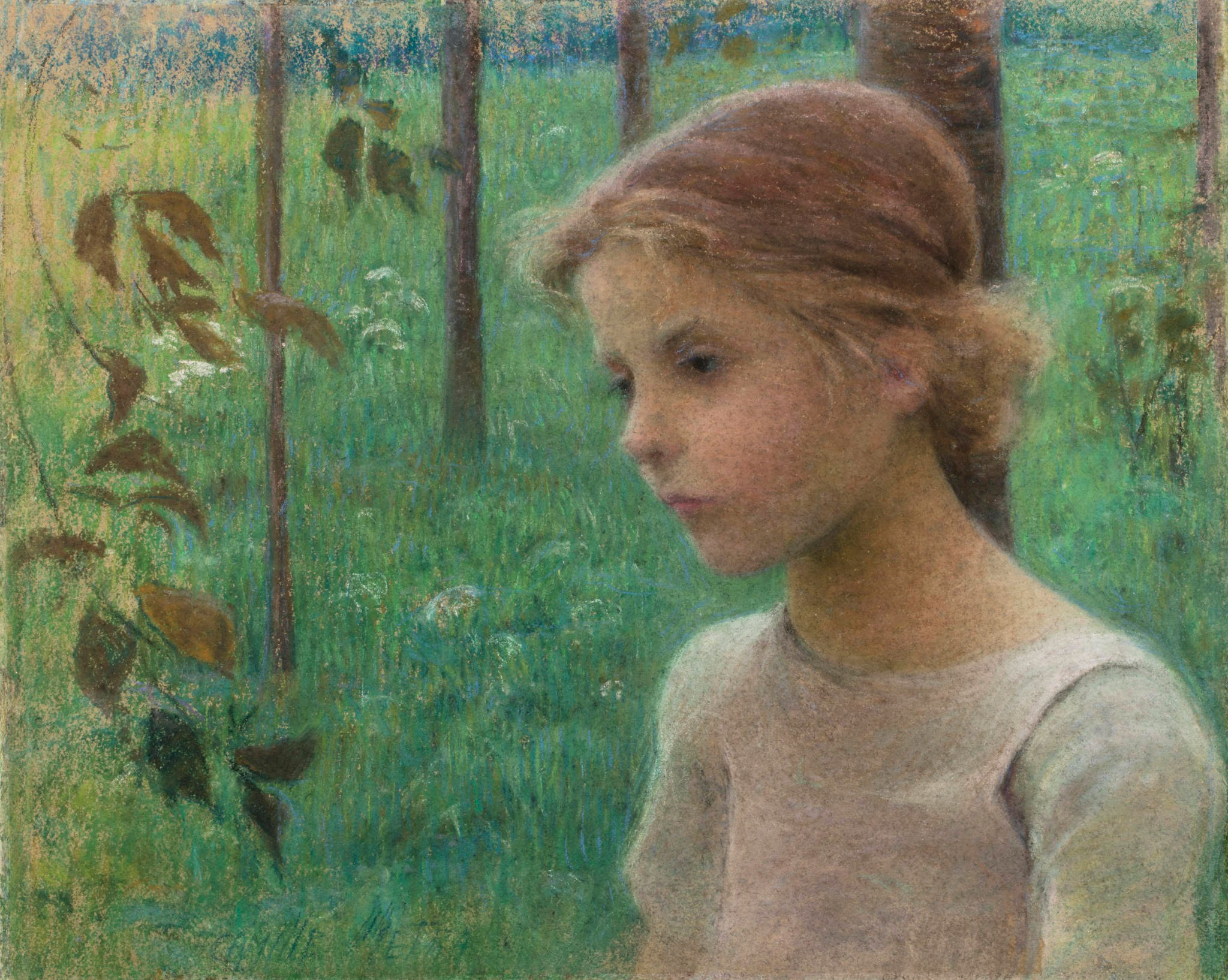
pastel.
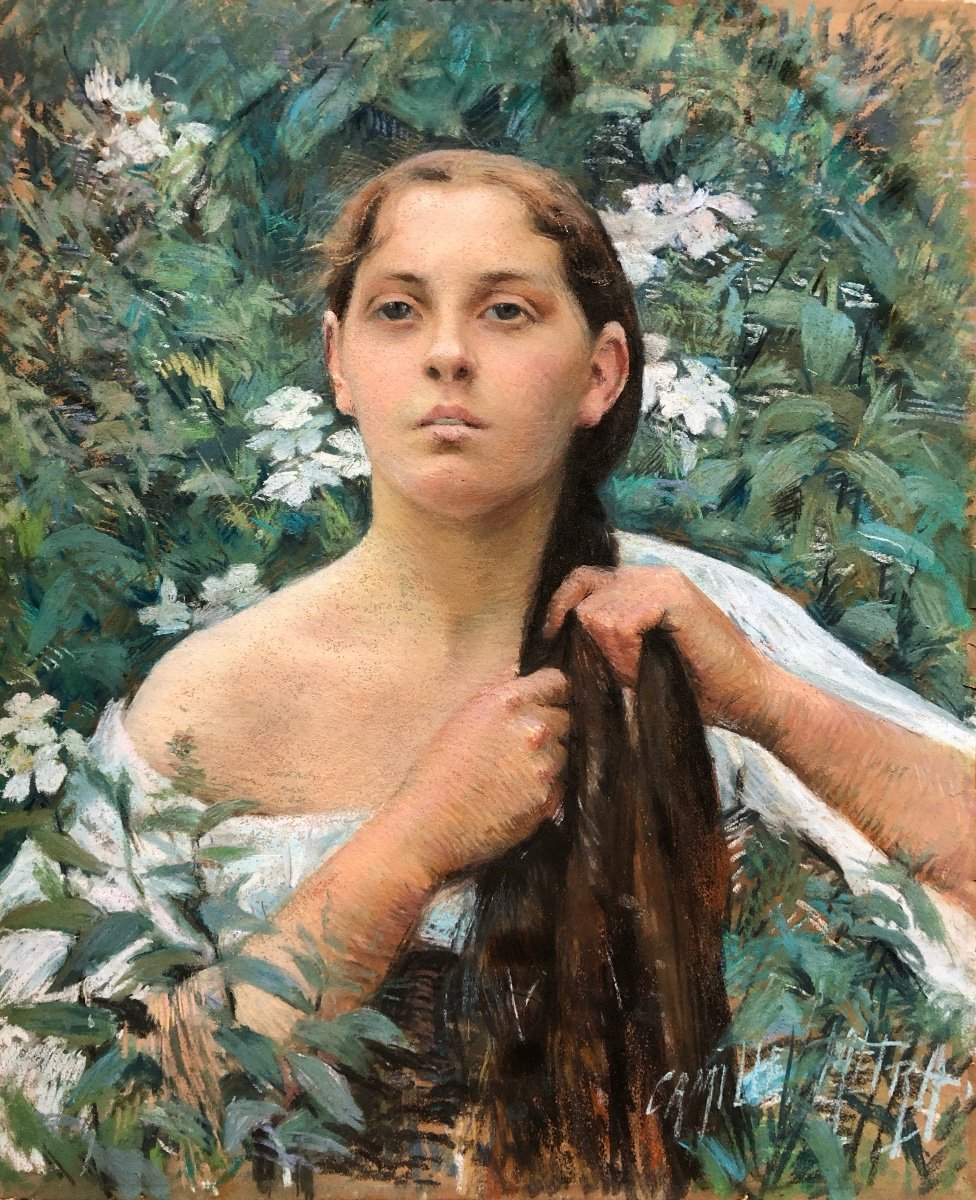
pastel.